# Vuelta Ciclista del Uruguay 1998
La 55.ª edición de la Vuelta Ciclista del Uruguay se disputó entre el 2 y el 12 de abril de 1998.

## Etapas
| Etapa   | Fecha       | Recorrido                     | km        | Ganador (equipo)                     |
| Prólogo | 2 de abril  | Montevideo                    | 4,3 (CRI) | Gustavo Figueredo (Alas Rojas)       |
| 1.ª     | 3 de abril  | Montevideo-Minas              | 165       | Richard Cabral (Tabaré Farías)       |
| 2.ª     | 4 de abril  | Lascano-Melo                  | 187       | Daniel Rogelín (Caloi)               |
| 3.ª     | 5 de abril  | Melo-Tacuarembó               | 180       | Gerardo Romero (Fénix)               |
| 4.ª     | 6 de abril  | Tacuarembó-Rivera             | 112       | Luciano Pagliarini (Caloi)           |
| 5.ª     | 7 de abril  | Artigas-Salto                 | 196       | Daniel Rogelín (Caloi)               |
| 6.ª A   | 8 de abril  | Salto-Paysandú                | 117,5     | Angel Colla (General Hornos)         |
| 6.ª B   | 8 de abril  | Paysandú-Paysandú             | 40 (CRI)  | Rubén Pegorín (Federación Argentina) |
| 7.ª     | 9 de abril  | Paysandú-Fray Bentos-Mercedes | 159       | Richard Cabral (Tabaré Farías)       |
| 8.ª     | 10 de abril | Carmelo-San José              | 189       | Richard Cabral (Tabaré Farías)       |
| 9.ª     | 11 de abril | San José-Durazno              | 140       | Alejandro Acton (Alas Rojas)         |
| 10.ª    | 12 de abril | Sarandí Grande-Montevideo     | 184       | Luciano Pagliarini (Caloi)           |

### Clasificación individual
| Pos. | Ciclista            | Equipo                  | Tiempo           |
| ---- | ------------------- | ----------------------- | ---------------- |
| 1.º  | Jorge Giacinti      | Federación Argentina    | 41 h 34 min 16 s |
| 2.º  | Sergio Tesitore     | España-La Paz           | a 44 s           |
| 3.º  | Marcio May          | Caloi                   | a 45 s           |
| 4.º  | Federico Moreira    | Cruz del Sur            | a 55 s           |
| 5.º  | Daniel Fuentes      | Marconi                 | a 1 min 40 s     |
| 6.º  | Javier Gómez        | Alas Rojas              | a 2 min 31 s     |
| 7.º  | Pablo Russo         | San Antonio de Florida  | a 2 min 40 s     |
| 8.º  | Hernandes Quadri    | Caloi                   | a 2 min 59 s     |
| 9.º  | Walter Rafael Silva | Club Ciclista Maldonado | a 3 min 11 s     |
| 10.º | Hernán Cline        | Cruz del Sur            | a 3 min 14 s     |

### Clasificación por equipos
| Pos. | Equipo        | Tiempo            |
| ---- | ------------- | ----------------- |
| 1.º  | Caloi         | 124 h 35 min 48 s |
| 2.º  | España-La Paz | a 59 s            |
| 3.º  | Cruz del Sur  | a 7 min 34 s      |